# Düsseldorf Panther 2022
Questa voce raccoglie le informazioni riguardanti i Düsseldorf Panther nelle competizioni ufficiali della stagione 2022.

## German Football League 2022

### Stagione regolare
| Colonia 22 maggio 2022, ore 15:22 1ª giornata | Cologne Crocodiles | 48 – 21 (7-0 21-14 7-7 13-0) referto | Düsseldorf Panther | Sportpark Höhenberg (1205 spett.)\| Arbitro: \| Kopka \| |
| Arbitro:                                      | Kopka              |                                      |                    |                                                          |

| Düsseldorf 4 giugno 2022, ore 15:00 3ª giornata | Düsseldorf Panther | 0 – 21 (0-0 0-14 0-0 0-7) referto | Berlin Adler | Vfl Benrath (950 spett.)\| Arbitro: \| Kopka \| |
| Arbitro:                                        | Kopka              |                                   |              |                                                 |

| Braunschweig 11 giugno 2022, ore 18:00 4ª giornata | New Yorker Lions | 48 – 13 (7-0 14-0 14-7 13-6) referto | Düsseldorf Panther | Eintracht-Stadion (2873 spett.)\| Arbitro: \| Schwieger \| |
| Arbitro:                                           | Schwieger        |                                      |                    |                                                            |

| Düsseldorf 25 giugno 2022, ore 16:00 6ª giornata | Düsseldorf Panther | 6 – 59 (3-3 3-21 0-28 0-7) referto | New Yorker Lions | Vfl Benrath (600 spett.)\| Arbitro: \| Kopka \| |
| Arbitro:                                         | Kopka              |                                    |                  |                                                 |

| Berlino 3 luglio 2022, ore 15:00 7ª giornata | Berlin Rebels | 55 – 13 (14-0 20-7 14-0 7-6) referto | Düsseldorf Panther | Mommsenstadion (388 spett.)\| Arbitro: \| Schwarz \| |
| Arbitro:                                     | Schwarz       |                                      |                    |                                                      |

| Düsseldorf 23 luglio 2022, ore 16:00 9ª giornata | Düsseldorf Panther | 0 – 14 (0-6 0-0 0-8 0-0) referto | Kiel Baltic Hurricanes | Vfl Benrath (540 spett.)\| Arbitro: \| Kopka \| |
| Arbitro:                                         | Kopka              |                                  |                        |                                                 |

| Düsseldorf 30 luglio 2022, ore 16:00 10ª giornata | Düsseldorf Panther | 0 – 21 (0-14 0-7 0-0 0-0) referto | Dresden Monarchs | Vfl Benrath (500 spett.)\| Arbitro: \| Schrader \| |
| Arbitro:                                          | Schrader           |                                   |                  |                                                    |

| Kiel 13 agosto 2022, ore 16:00 11ª giornata | Kiel Baltic Hurricanes | 38 – 0 (21-0 3-0 0-0 14-0) referto | Düsseldorf Panther | FC Kilia (1129 spett.)\| Arbitro: \| Pruin \| |
| Arbitro:                                    | Pruin                  |                                    |                    |                                               |

| Düsseldorf 20 agosto 2022, ore 16:00 12ª giornata | Düsseldorf Panther | 7 – 49 (0-28 0-7 7-0 0-14) referto | Cologne Crocodiles | Vfl Benrath (750 spett.)\| Arbitro: \| Valenthin \| |
| Arbitro:                                          | Valenthin          |                                    |                    |                                                     |

| Potsdam 27 agosto 2022, ore 16:00 13ª giornata | Potsdam Royals | 66 – 7 (23-7 14-0 29-0 0-0) referto | Düsseldorf Panther | Luftschiffhafen (1200 spett.)\| Arbitro: \| Schwarz \| |
| Arbitro:                                       | Schwarz        |                                     |                    |                                                        |

### Playout
| Düsseldorf 10 settembre 2022, ore 15:00 Andata | Düsseldorf Panther | 7 – 13 (7-0 0-13 0-0 0-0) referto | Paderborn Dolphins | Vfl Benrath (500 spett.)\| Arbitro: \| Schrader \| |
| Arbitro:                                       | Schrader           |                                   |                    |                                                    |

| Paderborn 25 settembre 2022, ore 15:00 Ritorno | Paderborn Dolphins | 8 – 13 (0-7 6-0 2-6 0-0) referto | Düsseldorf Panther | Hermann-Löns-Stadion (2200 spett.)\| Arbitro: \| Kopka \| |
| Arbitro:                                       | Kopka              |                                  |                    |                                                           |

## Statistiche di squadra
| Competizione      | %Vittorie | In casa | In casa | In casa | In casa | In casa | In casa | In trasferta | In trasferta | In trasferta | In trasferta | In trasferta | In trasferta | Totale | Totale | Totale | Totale | Totale | Totale |
| Competizione      | %Vittorie | G       | V       | N       | P       | Pf      | Ps      | G            | V            | N            | P            | Pf           | Ps           | G      | V      | N      | P      | Pf     | Ps     |
| ----------------- | --------- | ------- | ------- | ------- | ------- | ------- | ------- | ------------ | ------------ | ------------ | ------------ | ------------ | ------------ | ------ | ------ | ------ | ------ | ------ | ------ |
| Stagione regolare | .000      | 5       | 0       | 0       | 5       | 208     | 142     | 5            | 0            | 0            | 5            | 183          | 148          | 10     | 0      | 0      | 10     | 67     | 419    |
| Playoff           | .500      | 1       | 0       | 0       | 1       | 7       | 13      | 1            | 1            | 0            | 0            | 13           | 8            | 2      | 1      | 0      | 1      | 20     | 21     |
| Totale            | .083      | 5       | 3       | 0       | 2       | 208     | 142     | 7            | 4            | 0            | 3            | 205          | 191          | 12     | 1      | 0      | 11     | 87     | 440    |

## Statistiche personali

### Marcatori
| Giocatore        | Ruolo | TD rush | TD recv | TD int | TD p.ret | TD k.ret | TD oth | Xp1 | Xp2 | FG | Saf | Totale |
| ---------------- | ----- | ------- | ------- | ------ | -------- | -------- | ------ | --- | --- | -- | --- | ------ |
| Severin          |       | 0       | 0       | 0      | 0        | 0        | 0      | 6+2 | 0   | 2  | 0   | 14     |
| Anderson-Bear    |       | 0       | 2       | 0      | 0        | 0        | 0      | 0   | 0   | 0  | 0   | 12     |
| Jones            |       | 0       | 1+1     | 0      | 0        | 0        | 0      | 0   | 0   | 0  | 0   | 12     |
| Lawrence         |       | 1       | 0       | 0      | 0        | 1        | 0      | 0   | 0   | 0  | 0   | 12     |
| Palin            |       | 0       | 2       | 0      | 0        | 0        | 0      | 0   | 0   | 0  | 0   | 12     |
| M. Blijd         |       | 1       | 0       | 0      | 0        | 0        | 0      | 0   | 0   | 0  | 0   | 6      |
| Dardour          |       | 0       | 0       | 0      | 0+1      | 0        | 0      | 0   | 0   | 0  | 0   | 6      |
| Howard           |       | 0+1     | 0       | 0      | 0        | 0        | 0      | 0   | 0   | 0  | 0   | 6      |
| A. Schaefer-Kehn |       | 0       | 1       | 0      | 0        | 0        | 0      | 0   | 0   | 0  | 0   | 6      |
| M. Achiepi       |       | 0       | 0       | 0      | 0        | 0        | 0      | 1   | 0   | 0  | 0   | 1      |

### Passer rating
| Giocatore     | G   | Att   | Comp | Int | Yds    | TD  | NFL    | NCAA   |
| ------------- | --- | ----- | ---- | --- | ------ | --- | ------ | ------ |
| Berges        | 0+1 | 0+10  | 0+6  | 0+0 | 0+146  | 0+1 | 137,50 | 215,64 |
| Doyle         | 5   | 154   | 78   | 8   | 850    | 5   | 56,47  | 97,34  |
| Howard        | 5+2 | 71+10 | 24+4 | 1+2 | 243+10 | 1+0 | 32,59  | 57,47  |
| I. Trouwloon  | 8+2 | 49+6  | 19+3 | 4+2 | 103+45 | 0+0 | 8,33   | 40,79  |
| Dardour       | 2   | 3     | 1    | 0   | 2      | 0   |        |        |
| Anderson-Bear | 1   | 1     | 1    | 0   | 14     | 0   |        |        |
| Team          | 1   | 0     | 0    | 0   | -35    | 0   |        |        |